# いわせ (護衛艦)
いわせ（ローマ字：JDS Iwase, DE-219）は、海上自衛隊の護衛艦。ちくご型護衛艦の5番艦。艦名は岩瀬川 (南九州)に由来し、艦艇名としては旧海軍通して初の命名である。

## 艦歴
「いわせ」は、第3次防衛力整備計画に基づく昭和45年度計画警備艦1219号艦として、三井造船玉野事業所で1971年8月6日に起工され、1972年6月29日に進水、1972年12月12日に就役し、佐世保地方隊第34護衛隊に編入された。
1981年8月2日、五島灘で展示訓練中、長崎県大立島南方で左舷短魚雷発射管の前蓋が圧縮空気の爆発で飛び、観覧者3人が負傷した。
1982年3月20日、グアム島方面航海実習に旗艦として護衛艦「みくま」､潜水艦「みちしお」を率いて第34期飛行幹部候補生課程出身初任3尉50名を乗せ江田島を出港する。
1985年5月13日、長崎県福江島北西70kmを南下するソ連海軍カシン型ミサイル駆逐艦を発見する。
1987年3月24日、舞鶴地方隊第31護衛隊に編成替えされ、舞鶴に転籍。
1991年6月20日、佐世保地方隊第34護衛隊に編成替えされ、再び佐世保に転籍。
1994年3月19日、フィリピン方面等海上実習に護衛艦「ちくご」､潜水艦「なだしお」とともに第46期飛行幹部候補生課程卒業生65名を乗せ出港。父島二見、グアム島アプラ、フィリピンマニラ、沖縄勝連、を経て6月27日に佐世保に帰投する。
1997年3月24日、佐世保地方隊第23護衛隊に編成替え。
1997年8月29日、護衛艦「とね」とともに那覇港に寄港。同年9月1日に護衛艦「さわかぜ」､「とね」等とともに沖縄県総合防災訓練に参加する。
1998年10月16日、除籍。